# María Luisa González Rodríguez
María Luisa González Rodríguez (Medina de Pomar, 24 de agosto de 1900-1998) fue una bibliotecaria y profesora española. Fue una de las primeras mujeres estudiantes en la Universidad de Salamanca.

## Trayectoria
Nació en Medina del Pomar, en Burgos, el 24 de agosto de 1900. Fue hija de Juana Rodríguez de Pereda y de Federico González Sanz. Junto con su hermana mayor Ernestina, estudió Filosofía y Letras en la Universidad de Salamanca, formando parte del grupo de las primeras alumnas de dicha institución. Ambas fueron alumnas del filósofo y escritor Miguel de Unamuno. 
Tras finalizar sus estudios, se trasladaron a Madrid, donde prepararon el examen de acceso al Cuerpo Facultativo de Archiveros, Bibliotecarios y Arqueólogos. María Luisa lo logró en 1922, mientras que su hermana lo había conseguido el año anterior, en 1921.
Durante su estancia en Madrid, ambas hermanas entraron en la Residencia de Señoritas y en el Instituto Internacional de Madrid, donde se relacionaron con miembros de la Generación del 27, como el escritor Federico García Lorca, con el que María Luisa mantuvo un intercambio epistolar. En este ambiente conoció al bibliotecario Juan Vicens de la Llave, con el que se casó en 1925. Desde entonces, residieron en distintos momentos en Palma de Mallorca, París y Madrid.  

### Depuración y exilio
Al finalizar la guerra civil española en 1939, le fue abierto un expediente de depuración, aplicando la Ley de Responsabilidades Políticas, por el que fue retirada del servicio activo. Por Orden del Ministerio de Educación Nacional de 22 de julio de 1939 se dispuso su baja definitiva en el escalafón del Cuerpo Facultativo de Archiveros, Bibliotecarios y Arqueólogos.
González se exilió en la Unión Soviética, mientras que su marido lo hizo en México. Su labor docente fue muy extensa. Fue profesora de español en Krasnodar, Stalingrado y Bashkiria, además de jefa de la cátedra de español en el Instituto Estatal de Relaciones Internacionales. En 1951, inauguró la cátedra de Literatura Española en la Universidad Estatal de Moscú. En 1954 se trasladó a la República Popular China, concretamente a Pekín, donde junto con su marido (que falleció allí en 1959), participó en la creación de emisoras de radio y editoriales, además de incentivar la enseñanza del español.
Tras el final del régimen franquista, González regresó a España en 1977. Murió en 1998.

## Reconocimientos
En 2020, María Luisa González Rodríguez fue incluida dentro del proyecto “Mujeres Investigadoras en los Archivos Estatales (1900-1970)” para la descripción archivística y creación de un micrositio específico en el Portal de Archivos Españoles (PARES), desarrollado entre 2020-2023. Este proyecto ha sido impulsado por la Subdirección General de Archivos Estatales, con el objetivo visibilizar la labor de investigación realizada en España por las mujeres en el intervalo 1900-1970 partiendo de los registros documentales que se conservan en los Archivos de Gestión de los AAEE del Ministerio de Cultura (el Archivo Histórico Nacional, el Archivo de la Corona de Aragón, el Archivo General de Simancas, el Archivo General de Indias, el Archivo de la Real Chancillería de Valladolid, el Archivo General de la Administración y el Centro de Información Documental de Archivos).